# John Dempsey
John Dempsey (Hampstead, 1946. március 15. – 2024. november 6.) válogatott ír labdarúgó, hátvéd, edző.

## Pályafutása

### Klubcsapatban
1964 és 1969 között az angol Fulham, 1969 és 1978 között a Chelsea labdarúgója volt. A Chelsea csapatával 1970-ben angolkupa-győztes volt, majd a következő idényben KEK-győztes lett. 1976-ban kölcsönben a kanadai Serbian White Eagles játékos-edzője volt. 1978 és 1980 között az amerikai Philadelphia Fury csapatában játszott. 1983–84-ben az ír Dundalk játékos-edzőjeként tevékenykedett.

### A válogatottban
1966 és 1972 között 19 alkalommal szerepelt az ír válogatottban és egy gólt szerzett.

### Edzőként
1976-ban a kanadai Serbian White Eagles csapatánál dolgozott játékos-edzőként. 1982-ben az angol Maidenhead United, 1983–84-ben az ír Dundalk, majd az angol Egham Town szakmai munkáját irányította.

## Sikerei, díjai
Chelsea
- Angol kupa (FA Cup)
  - győztes: 1970
- Kupagyőztesek Európa-kupája
  - győztes: 1970–71